# Nelis de Vries
Cornelis Nicolaas (Nelis) de Vries, ook bekend als Witte Nelis, (Amsterdam, 4 oktober 1896 - Waalsdorpervlakte, 24 juli 1942) was een Nederlandse inbreker. Tijdens de Tweede Wereldoorlog werd hij gepakt na een overval op een distributiekantoor en samen met drie handlangers geëxecuteerd op de Waalsdorpervlakte.

## Levensloop
De Vries werkte in zijn vroege jaren als bankwerker en later als kelner. Hij dankte zijn bijnaam aan zijn opvallend witte haar. In de jaren dertig groeide hij uit tot een van de bekendste criminelen van dat moment. Nelis kwam in 1930 in het vizier van de politie wegens een inbraak bij een juwelierszaak aan het Rokin. Hij werd ook verdacht van een aantal inbraken die teruggaan tot 1927. De Vries vertrok naar de Verenigde Staten, waar hij een gevangenisstraf van tweeëneenhalf jaar uitzat wegens diefstal. In 1934 werd hij aangehouden na zijn terugkeer vanuit de Verenigde Staten, maar weer vrijgelaten wegens gebrek aan bewijs.
Na zijn terugkeer pleegde De Vries met zijn bende een aantal spectaculaire overvallen. Met behulp van nitroglycerine wist hij met zijn bende de kluizen van stoomzuivelfabrieken in Putten, Woerden en Bunschoten, en van de Steenkolen Handelsvereniging in de Havenstraat in Amsterdam, open te breken.
Tijdens een overval in Nunspeet in januari 1936 werd hij op heterdaad betrapt dor de nachtwaker. Hij wist te ontkomen, maar werd twee dagen later alsnog door de Amsterdamse politie gearresteerd. De rechtbank veroordeelde hem tot een gevangenisstraf van vijf jaar. De Vries kwam in december 1940 op vrije voeten.
Na zijn vrijlating werd De Vries benaderd door een aantal Amsterdammers die op dat moment al een handeltje in verduisterde schoenenbonnen hadden opgezet. Het idee om De Vries te benaderen was afkomstig van Alexander Thuring, boekhouder van het betreffende distributiekantoor. Samen met zijn handlangers wilde hij een grote overval op het kantoor aan de Derde Oosterparkstraat organiseren. Thuring leverde De Vries een schets van het kantoor. Op 13 juni 1941 brak Witte Nelis samen met Guus van Batum in en nam een grote lading distributiebonnen mee. In de weken daarna werden de bonnen voor duizenden guldens doorverkocht.
De Amsterdamse politie onderzocht aanvankelijk de zaak, maar in het najaar nam de Duitse Kriminalpolizei het onderzoek over. Zij kwam in het voorjaar van 1942 uit bij Van Batum en vonden in diens tuinhuisje een grote som geld. Daarna lukte het om de hele groep, 23 man in totaal, op te rollen. Zij werden opgesloten in het zogeheten Oranjehotel in Scheveningen en verschenen in mei 1942 voor een Duitse rechter in het gebouw van de Hoge Raad. De Vries, Van Batum en twee metgezellen, te weten Petrus Albertus van Dieren en de Jood Abraham Poots, werden ter dood veroordeeld. Het vonnis werd op 24 juli 1942 voltrokken op de Waalsdorpervlakte.
Het lichaam van De Vries is nooit gevonden. In 2014 stond een zoon van een broer DNA af om te bezien of het lichaam van De Vries zich bevond onder een van de nog niet geïdentificeerde lichamen die gevonden zijn op de Waalsdorpervlakte.